# Ambasciatori bavaresi presso la Santa Sede
L'ambasciatore bavarese presso la Santa Sede era il primo rappresentante diplomatico della Baviera presso la Santa Sede.
Le relazioni diplomatiche iniziarono ufficialmente nel 1605 e terminarono nel 1934.

## Ducato di Baviera
- 1605–1623: Giulio Cesare Crivelli (?–1627)

## Elettorato di Baviera
- 1623–1627: Giulio Cesare Crivelli (?–1627)
- 1627–1659: Francesco Crivelli (?–1659)
- 1659–1678: Giovanni Battista Maccioni (?–1678), chargée d'affaires
- 1659–1678: Carlo Conti, chargée d'affaires
- 1659–1678: Ranuccio Pallavicino (1632–1712), chargée d'affaires
- 1678–1703: Abate Pompeo Scarlatti
- 1703–1711: Giovanni Battista Scarlatti
- 1711–1725: Abate Alessandro Clemente Scarlatti
- 1725–1742: Filippo Massimiliano Scarlatti
- 1742–1765: Pompeo Scarlatti
- 1765–1768: Giacomo Cordier, chargée d'affaires
- 1768–1776: Gian Francesco Catena

…
- 1803–1806: Johann Casimir Häffelin (1737–1827)

## Regno di Baviera
- 1806–1809: Johann Casimir Häffelin (1737–1827)

1809–1814: Interruzione della diplomazia per l'occupazione francese di Roma
- 1815–1827: Johann Casimir Häffelin (1737–1827)
- 1827–1829: vacante
- 1829–1831: Konrad Adolf von Malsen (1792–1867)
- 1832–1854: Karl von Spaur (1794–1854)
- 1854–1867: Ferdinand von Verger (1806–1867)
- 1867–1869: Joseph von Sigmund (1820–1901)
- 1869–1874: Carl von Tauffkirchen-Guttenburg (1826–1895)
- 1875–1883: Ludwig von Paumgarten-Frauenstein (1821–1883)
- 1883–1906: Anton Wilhelm von Cetto (1835–1906)
- 1906–1909: Georg von und zu Guttenberg (1858–1935)
- 1909–1918: Otto von Ritter zu Groenesteyn (1864–1940)

## Libero stato di Baviera
- 1918-1934: Otto von Ritter zu Groenesteyn (1864–1940)

1934: Chiusura dell'ambasciata